# وسام مالي الوطني
وسام مالي الوطني هو أعلى وسام فخري في مالي.

## التاريخ
تأسس الوسام الوطني لمالي في 31 مايو 1963 للاحتفال باستقلال البلاد المكتسبة في عام 1960 بعد عقود من الاستعمار الفرنسي. على هذا النحو، تم منح الوسام للشخصيات المستحقة للدولة ويمكن أيضًا منحه لرؤساء الدول الأجنبية كدليل على الصداقة.